# RhB ABe 4/16 - Allegra
De ABe 4/16 met de aanduiding Allegra, is een elektrisch treinstel met lagevloerdeel bestemd voor het regionaal personenvervoer van de Rhätische Bahn (RhB).

## Geschiedenis
De treinen werden voor de Rhätische Bahn (RhB) ontwikkeld door Stadler Rail ter vervanging van onder meer Ge 4/4 I, ABe 4/4 II en Be 4/4.
Op 22 november 2011 werd het eerste twee wagens over de weg per vrachtwagen uit Winterthur naar Landquart vervoerd. Inmiddels is het eerste treinstel bestaande uit vier rijtuigen samengesteld.
Sinds 8 januari 2013 zijn alle treinstellen bij S-Bahn Chur ingebruik.

## Constructie en techniek
Het treinstel is opgebouwd uit een aluminium frame met een frontdeel van met glasvezel versterkte kunststof (GVK). De tussenrijtuigen hebben een lagevloerdeel en een gesloten toiletsysteem. De treinen zijn uitgerust met luchtvering.
De treinen van het type ABe 4/16 bestaande uit vier delen, bestaan uit een motorwagen met een stuurstand, een stuurstandrijtuig en twee tussenrijtuigen zonder aandrijving. Deze treinen kunnen tot drie stuks gecombineerd rijden.

#### Nummers en namen
De treinen werden door de Rhätische Bahn (RhB) in 2012 in gebruik gestelde treinen kregen de volgende namen.
| Nummer | Naam                      | Opmerkingen |
| ------ | ------------------------- | ----------- |
| 3101   | "Meta von Salis"          |             |
| 3102   | "Richard La Nicca"        |             |
| 3103   | "Hortensia von Gugelberg" |             |
| 3104   | "Achilles Schucan"        |             |
| 3105   | "Angelika Kauffmann"      |             |

## Treindiensten
De treinen van het type ABe 4/16 worden sinds 8 januari 2013 door de Rhätische Bahn (RhB) ingezet op de volgende trajecten:
- Schiers - Landquart - Chur - Rhäzüns
- Chur - Rhäzüns - Thusis